# Podagrion capitellatum
Podagrion capitellatum is een vliesvleugelig insect uit de familie Torymidae. De wetenschappelijke naam is voor het eerst geldig gepubliceerd in 1826 door Dalman.